# 大東亞省

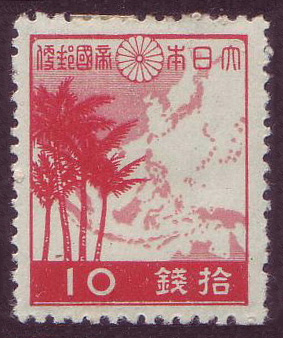
含有大东亚版图的10钱（1日圓=100钱）邮票

大東亞省，是大日本帝國政府在第二次世界大戰期間設立的部門。

## 概要
由於日本在第二次世界大戰期間的擴張，東條英機提議設立大東亞省，將過去的拓務省、興亞院、對滿事務局、外務省東亞局與南洋局加以統合，以便「政策一元化」並且化解軍部與內閣的對立。但是這樣的計劃卻受到主張「外交一元化」的東鄉茂德強烈反對。
1942年11月1日，日本政府設立大東亞省，以青木一男為大東亞大臣，並將過去拓務省、興亞院的人才加以網羅。大東亞省下設官房、參事、總務局、滿洲事務局、支那事務局與南方事務局。重光葵、鈴木貫太郎、東鄉茂德都曾經擔任過大東亞大臣；但是除了青木一男以外，其他各任大東亞大臣皆由外務大臣兼任。日本投降後，1945年8月26日，日本政府廢除大東亞省。

## 大東亞大臣列表
| 大東亞大臣（大東亞省）           |            |            |                             |
| 1                                | 青木一男   | 東條內閣   | 1942年11月1日-1944年7月22日 |
| 大東亞大臣（大東亞省）・外務大臣 |            |            |                             |
| 2                                | 重光葵     | 小磯內閣   | 1944年7月22日-1945年4月7日  |
| 3                                | 鈴木貫太郎 | 鈴木內閣   | 1945年4月7日-1945年4月9日   |
| 4                                | 東鄉茂德   | 鈴木內閣   | 1945年4月9日-1945年8月17日  |
| 5                                | 重光葵     | 東久邇內閣 | 1945年8月17日-1945年8月25日 |

### 設置當初幹部人事
※括號内為前職
- 大東亞次官：山本熊一
- 顧問：安岡正篤
  - 大臣官房文書課長：川本邦雄（拓務省官房課長）
  - 大臣官房人事課長：山中徳二（拓務省官房課長）
  - 大臣官房会計課長：草山親義（興亞院官房書記官）
  - 大臣官房電信課長：結城司郎次（外務省通商局第3課長）
  - 參事官：松村    （興亞院文化部長）
  - 參事官：三浦七郎（興亞院技術部長）
  - 參事官：森重干夫（拓務省拓南局長）
  - 參事官：中野勝次（拓務省管理局長）
  - 參事官：岡崎嘉平太　（華興商業銀行理事）
  - 參事官：杉原荒太
- 總務局長:竹内新平（對滿事務局次長）→杉原荒太
  - 總務課長：杉原荒太(外務省調査部第１課長）　
  - 經濟課長：愛知揆一（大藏省外事課長）　　　　　　
  - 調査課長：鹽見友之助
  - 錬成課長：島津久大　　
  - 考査課長：
- 滿州事務局長：今吉敏雄（拓務省拓北局長）
- 支那事務局長：宇佐美珍彦（興亞院部長）
- 南方事務局長：水野伊太郎（外務省南洋局長）

## 駐中国公使

### 北京
| 任 | 姓名     | 任命             | 免職             | 備考               |
| 1  | 鹽澤清宣 | 昭和17年11月1日  | 昭和19年10月14日 | 陸軍少將・陸士26期 |
| 2  | 楠本實隆 | 昭和19年10月14日 |                  | 陸軍中將・陸士24期 |

### 張家口
| 任 | 姓名     | 任命            | 免職            | 備考               |
| 1  | 岩崎民男 | 昭和17年11月1日 | 昭和19年7月14日 | 陸軍少將・陸士27期 |
| 2  | 楠本實隆 | 昭和19年8月1日  |                 | 陸軍少將・陸士31期 |

## 關連項目
- 大東亞會議
- 大東亞共榮圈
- 八紘一宇

## 外部連結
- WW2DB: Greater East Asia Conference（页面存档备份，存于）
- "Foreign Office Files for Japan and the Far East". Adam Matthew Publications. Accessed 2 March 2005.